# Ратуша з беффруа (Діксмейде)
Ратуша з бефруа — пам'ятка архітектури у бельгійському місті Діксмейде, провінція Західна Фландрія. Розташована на центральній площі Гроте-Маркт. Башта-бефруа внесена з 1999 року до списку об'єктів світової спадщини ЮНЕСКО.

## Історія
Перша ратуша у Діксмейде була збудована 1428 року, до того часу міська рада базувалася у палаті сукнарів у східній частині площі Гроте-Маркт. У 1567 році стару будівлю зруйнували і звели на її місці нову. У 1633 році справа від ратуші звели міську в'язницю, а 1730 року зліва від ратуші збудували будівлю міської міліції; обидві будівлі були зруйновані у Першій світовій війні і з тих часів не відбудовувалися. Збереглася картина художника Ван Хаке (van Hacke), створена 1716 року, на якій також можна побачити внутрішній двір ратуші та каплицю.
У 1875–1880 роках було зведено нову будівлю ратуші у неоготичному стилі, за проектом архітектора Луї Деласензері (Louis Delacenserie) з Брюгге.
Протягом Першої світової війни будівля ратуші зазнала значних пошкоджень. Під час битви при Діксмейдені (жовтень-листопад 1914 року) тут базувалося командування бельгійської армії. Гаубиці німецької армії обстрілювали центр міста, зокрема, будівлю ратуші, а після того, як німці окупували Діксмейден, обстріл продовжила вже бельгійська армія, довершивши руйнування будівлі. У 1923–1925 роках ратушу і бефруа відреставрували, проте вже у стилі фламандського Відродження. 27 травня 1940 року ратуша зазнала незначних ушкоджень під час бомбардування люфтваффе. У 1984 році пройшла чергова реставрація будівлі.

## Бефруа
Башта-бефруа ратуші розташована з північного боку головної будівлі. Цегляна, квадратна в плані башта складається із семи секцій, розділений карнизами. Верхня секція прикрашена ґаргульями (по дві з кожного боку) і кутовими вежами, металевий дах — золотавими фігурками пташок. Бефруа увінчана шпилем-флюгером у вигляді русалки.
У 1935 році в бефруа встановили карильйон із тридцяти дзвонів.